# Lavansa

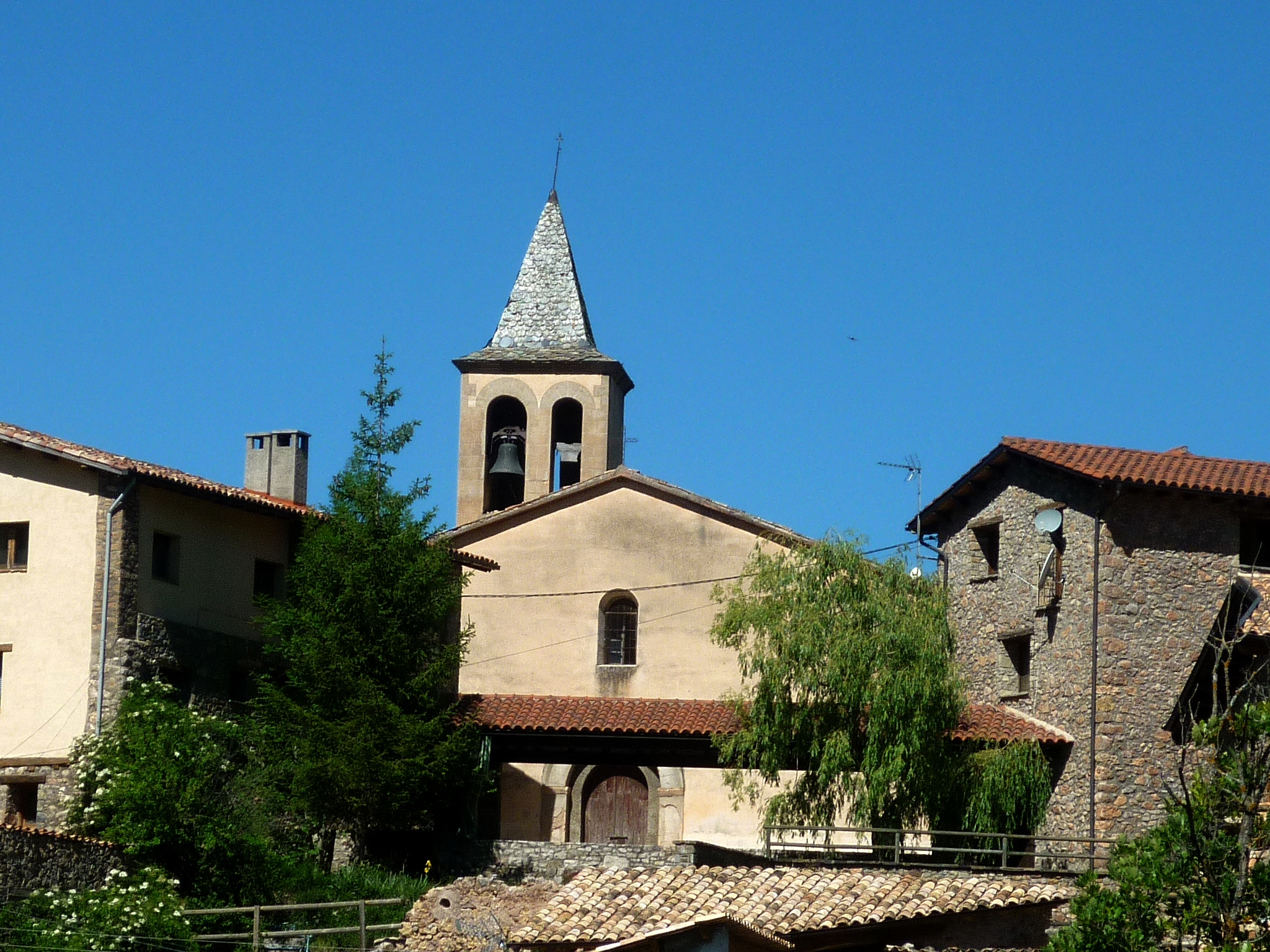
Església parroquial de Sant Martí de la Vansa, al nucli de Sorribes.

Lavansa, també escrit la Vansa, fou un antic municipi de l'Alt Urgell que tenia 57,06 km² i que existí fins a l'any 1973. Aquest estava situat a la vall del mateix nom, la Vansa, i el cap del municipi era el poble de Sorribes de la Vansa. El 1973 li fou annexat el municipi de Fórnols de Cadí i formaren el municipi de la Vansa i Fórnols, conservant Sorribes com a cap municipal.
El municipi estava format per diversos nuclis de població (Sorribes, Ossera, Montargull, Sant Pere, Sisquer, Padrinàs), així com nombroses masies aïllades.